# Gerlach von Breuberg

Grabplatte des Gerlach von Breuberg

Gerlach von Breuberg (* um 1245; † 1306) war von 1282 bis 1306 Landvogt in der Wetterau und Landfriedenshauptmann in Thüringen.

## Abstammung und Familie
Er war der älteste Sohn des 1286 verstorbenen Eberhard I. von Breuberg aus dem Geschlecht der Reiz von Breuberg, der durch seine Heirat mit Mechthild von Büdingen († 1274), einer der vier Töchter des Edelherren Gerlach II. von Büdingen, wichtigen Besitz in der Wetterau erlangt hatte. Mit Gerlach von Breuberg und seinem Sohn Eberhard III. erreichte das Geschlecht den Höhepunkt seines territorialen Besitzes und politischen Einflusses. Gerlach von Erbach († 1332), erwählter Bischof von Worms, war sein Neffe.

## Territorialerwerb
Während der Regierungszeit des Königs Rudolf I. konnte Gerlach den ursprünglichen Besitz seines Hauses im Raum Büdingen erheblich erweitern. Schon im Jahre 1282 erhielt er die Frankfurter Burg, den Saalhof, als Reichspfandlehen von König Rudolf I. Hinzu kamen in der Folge Selbold (1282) mit der Münze Gelnhausen und 1297 die Reichsstadt Mosbach und die Münze Schwäbisch Hall als Reichspfandlehen sowie Köppern, Bergen und Oberrad als Reichslehen. Außerdem wurde er Burggraf von Gernsheim.

## Reichspolitik
Gerlach spielte eine wichtige Rolle in den Machtkämpfen des ausgehenden 13. Jahrhunderts im Heiligen Römischen Reich, allerdings eher als Verbündeter und Instrument anderer denn als eigenbestimmt Handelnder.
In den kriegerischen Auseinandersetzung zwischen Landgraf Heinrich I. von Hessen und Erzbischof Werner von Eppstein von Mainz um die territoriale Vorherrschaft in Hessen unterstützte er den Landgrafen und wurde deswegen im Jahre 1275 vom Erzbischof exkommuniziert.
1282 ernannte ihn König Rudolf I. zum königlichen Landvogt in der Wetterau, wo er nach den durch das lange Interregnum ausgelösten Wirren wieder Recht und Ordnung herstellen sollte. Gleichzeitig verpfändete ihm Rudolf für 100 Mark Silber die Münze zu Gelnhausen und das Gericht Selbold. Bis 1291 ist er als Landvogt wiederholt bekundet. Vermutlich war er der Zerstörer der vielen Raubritterburgen in der Wetterau.
Als König Rudolf I. den Mainzer Landfrieden noch einmal nur für ein einzelnes Stammesgebiet beschwören lassen wollte, errichtete der Mainzer Erzbischof und Erzkanzler Heinrich von Isny, von Rudolf I. zum Landfriedenshauptmann und Reichsvikar der Thüringer Lande ernannt, einen am 29. März 1287 vom König bestätigten Landfrieden. Dieses bloße Anknüpfen an das alte Reichsgesetz misslang jedoch, und auf dem Würzburger Hoftag von 1287 erneuerte Rudolf I. daraufhin den Mainzer Landfrieden. Erzbischof Heinrichs Nachfolger als Landfriedenshauptmann und Reichspfleger in Thüringen wurde der Landvogt der Wetterau, Gerlach von Breuberg.
Nach dem Tod Rudolfs I. im Juli 1291 geriet Gerlach in die Mühlen der kurfürstlichen Intrigen, die der nächsten Königswahl vorausgingen – insbesondere die des Erzbischofs und Reichserzkanzlers Gerhard II. von Mainz, der durch geschicktes Lavieren seine expansive Territorialpolitik voranzubringen und seine Macht zu stärken suchte. Durch massiven Druck auf Gerlach gelang es dem Erzbischof zunächst, im August 1291, die thüringischen Reichsburgen – mit Ausnahme der Boyneburg – in seinen Besitz zu bringen. Im März 1292 schickte er Gerlach von Breuberg und den Grafen Eberhard I. von Katzenelnbogen zu Herzog Albrecht von Habsburg, um über dessen Königskandidatur zu verhandeln. Dennoch wählte er am 5. Mai 1292 den Grafen Adolf von Nassau, der den Kurfürsten erhebliche Wahlversprechungen gemacht hatte, zum neuen König. Schon eine Woche nach seiner Krönung (24. Juni 1292) erkannte Adolf die Inbesitznahme der Reichsburgen in Thüringen durch Gerhard an und sagte dem Erzbischof auch die Reichspflegerschaft über Mühlhausen und Nordhausen sowie die Burg Ballhausen zu. Zwei Wochen darauf, am 15. Juli 1292, erneuerte der König die frühere Stellung des Mainzer Erzbischofs als Reichspfleger in Thüringen in vollem Umfang, indem er ihn an Stelle von Gerlach von Breuberg zum Reichsvikar in Thüringen und zum Hauptmann des noch von König Rudolf errichteten Landfriedens ernannte.
Dennoch erwies sich Gerlach als loyaler Diener des neuen Königs. Dies zahlte sich aus, denn das Blatt wendete sich schon wenige Jahre danach wieder zu Gerlachs Gunsten. Der neue König bestätigte ihm bereits 1293 den Kauf von Schloss Magenheim und der Stadt Bönnigheim von dem Grafen Albrecht von Löwenstein-Schenkenberg, einem Sohn Rudolf von Habsburgs. Auf einem Hoftag am 8. Januar 1295 in Mühlhausen reorganisierte Adolf von Nassau den Thüringer Landfrieden und ernannte Gerlach von Breuberg erneut zum Landfriedenshauptmann in Thüringen. Nachdem Erzbischof Gerhard von Mainz im gleichen Jahr massiv gegen den Kauf Thüringens durch König Adolf protestiert und sogar beim Papst gegen die damit verbundene Verletzung seiner Rechte appelliert hatte, reagierte Adolf u. a. damit, dass er nach der Eroberung der wettinischen Lande der Markgrafen Friedrich von Meißen und Dietrich von der Lausitz, bei der sich Gerlach als tatkräftiger Gefolgsmann und in Adolfs Abwesenheit mehrmals als Oberbefehlshaber der Truppen des Königs ausgezeichnet hatte, im Juni 1296 Gerlach von Breuberg wieder an des Mainzers Stelle als Reichspfleger in Thüringen einsetzte.
Durch seinen Einsatz in Thüringen und durch die Einlösung des Schlosses Raspenberg und anderer Güter erlangte Gerlach eine Schuldforderung von 4400 Mark Silber gegen Adolf von Nassau, die dieser einlöste, indem er 1297 die Stadt Mosbach am Neckar mit Zehnt und allem Zubehör und die Münze Schwäbisch Hall an Gerlach, seinen Sohn Eberhard und seinen Bruder Arrois verpfändete.

## Letzte Jahre, Tod und Nachfolge
Im Jahre 1298 endete Gerlachs politische Tätigkeit in Thüringen. Nach der Schlacht bei Göllheim (12. Juli 1298), in der Adolf von Nassau fiel, nahm er im November am Hoftag des neuen Königs Albrecht in Nürnberg teil. Danach war er bis zu seinem Tod vorwiegend in Angelegenheiten der Abtei Fulda tätig, deren Lehnsmann er auf seinen Heimgütern war.
Wohl um 1303 kaufte er von Gerhard III. Schenk von Erbach die Hälfte des Schlosses Erbach mit den dazugehörigen Gütern in den Zenten Reichelsheim und Berfelden und pfandweise ein Viertel des Schlosses Erbach und des Amts Schönberg im Odenwald.
Gerlach von Breuberg wurde im Kloster Konradsdorf bestattet, dessen Schirmherr und Vogt er war. Sein Sohn Eberhard III. aus seiner Ehe mit Lukardis (deren Herkunft nicht bekannt ist) beerbte ihn und wurde neuer Landvogt der Wetterau.